# Schritte in der Nacht (1948)
Schritte in der Nacht (Alternativtitel: Schritte ohne Spur, Originaltitel: He Walked by Night) ist ein in Schwarzweiß gedrehter US-amerikanischer Film noir von Alfred L. Werker aus dem Jahr 1948. Zahlreiche Szenen des Films wurden unter der Regie von Anthony Mann gedreht, der im Vorspann allerdings ungenannt blieb.

## Handlung
Bei einem Einbruchsversuch in ein Elektrogeschäft in Los Angeles erschießt der Verbrecher Morgan einen Polizeibeamten und flieht. Die beiden Sergeants Marty Brennan und Chuck Jones übernehmen die Ermittlungen. Mit Hilfe moderner forensischer Methoden des Kriminaltechnikers Lee Whitey versuchen sie, den Täter aufzuspüren. Sie stoßen auf den Elektronikhändler Paul Reeves, der Morgans Beutestücke unwissentlich in Kommission nimmt und weiterverkauft. Die Polizei stellt Morgan in Reeves Laden eine Falle. Dieser kann jedoch entkommen und schießt dabei Sergeant Jones zum Krüppel. Durch den Einsatz zahlreicher moderner Ermittlungsmethoden findet die Polizei letztendlich die Identität des Täters heraus. Morgan kann zunächst in die Kanalisation entkommen, wird aber dort gestellt und erschossen.

## Hintergrund
Schritte in der Nacht startete am 24. November 1948 in den Kinos der USA. In Deutschland kam er am 24. Februar 1950 in die Kinos.
Der Film inspirierte den mitwirkenden Schauspieler Jack Webb zur Entwicklung der US-Fernsehserie Polizeibericht (Originaltitel: Dragnet).

## Kritik
„Spannend und durch gute Darsteller semidokumentarisch in Szene gesetzter Krimi mit ausgezeichneter Kameraarbeit und einigen realistischen Härten“, urteilte das Lexikon des internationalen Films.

## Auszeichnungen
Beim Locarno Festival wurde Schritte in der Nacht 1949 mit dem Spezialpreis für den bemerkenswertesten Kriminalfilm ausgezeichnet.